# La Boixe
La Boixe község Franciaország Új-Aquitania régiójában, Charente megyében. Új községként 2025. január 1-jén jött létre két korábbi község: Vars és Montignac-Charente egyesítésével. Lakosainak száma 2862 fő (2022. január 1.).

## Népesség
| 2021 | 2 869 |
| 2022 | 2 862 |